# Bataille de Day's Gap
Guerre de Sécession
Batailles
Théâtre oriental
- Virginie-occidentale
- Manassas
  - 1re Bull Run
- 1re Virginie Septentrionale
- Burnside Expedition
- Péninsule
- Sept Jours
  - Gaines's Mill
  - Malvern Hill
- 1re Shenandoah valley
- 2de Virginie Septentrionale
  - 2de Bull Run
- Maryland
  - Antietam
- Fredericksburg
- Tidewater
- Chancellorsville
  - Chancellorsville
- Pennsylvanie
  - Gettysburg
- Bristoe
- Mine Run
- Campagne terrestre
  - Wilderness
  - Spotsylvania
  - Cold Harbor
- Bermuda Hundred
- 2de Shenandoah valley
  - Opequon
  - Cedar Creek
- Petersburg
- 1re Wilmington
- 2de Wilmington
- Appomattox
  - 3e Petersburg
  - Sayler's Creek
  - Appomattox C.H.

Théâtre occidental
- East Kentucky
- Shiloh
  - Fort Henry
  - Fort Donelson
  - Shiloh
- Kentucky
- Raid de Newburgh
  - Perryville
- Stones River
  - Murfreesboro
- Vicksburg
  - Champion Hill
  - Vicksburg
- Raid de Morgan
- Raid de Hines
- Tullahoma
- Chickamauga
- Chattanooga
- Knoxville
- Raid Forrest
- Atlanta
- Franklin-Nashville
- Savannah
- Carolines
  - Bentonville
- Raid de Wilson

Théâtre Trans-Mississippi
- Arizona confédéré
  - 1re Messilla
- Missouri
  - Wilson's Creek
- Territoire indien
- Trail of Blood on Ice
- Nouveau-Mexique
- Boston Mountains
- Pea Ridge
- 1re Texas
- Little Rock
- 2de Texas
- Camden
- Red River
- Raid de Price
- Palmito Ranch

Théâtre du bas littoral et approche du golfe
- Fort Sumter
- Blocus de l'Union
- 1re Bayou Teche
- Mississippi valley
  - Port Hudson
- Charleston
- 2de Bayou Teche
- Mobile Bay
- Mobile

La bataille de Day's Gap, s'est déroulée le 30 avril 1863, et est la première d'une série d'escarmouches de la guerre de Sécession dans le comté du Cullman, Alabama, qui durent jusqu'au 2 mai 1863, connue sous l'appellation de raid de Streight (en). Le commandant des forces de l'Union est le colonel Abel Streight (en) ; le brigadier général Nathan Bedford Forrest commande les forces confédérées.

## Contexte
L'objectif du raid de Streight est de couper la voie ferrée Western & Atlantic (en), qui ravitaille l'armée confédérée du général Braxton Bragg dans le Middle Tennessee (en). Partant de Nashville, Tennessee, Streight et ses hommes voyagent vers Eastport, Mississippi (en), et puis vers l'est en direction de Tuscumbia, Alabama. Le 26 avril 1863, Streight quitte Tuscumbia et marche vers le sud-est. Les mouvements initiaux de Streight sont cachés par les troupes du brigadier général Grenville Dodge.

## Bataille
Le 30 avril 1863 à Day's Gap sur Sand Mountain, Forrest rattrape l'expédition de Streight et attaque son arrière-garde. Les hommes de Streight réussissent à repousser cette attaque et poursuivent leur marche pour éviter un autre retard et des enveloppements par des troupes confédérées.

## Conséquences
Cette bataille enclenche une série d'escarmouches et des combats à Crooked Creek (30 avril 1863), Hog Mountain (30 avril 1863), Blountsville (1er mai 1863), Black Creek/Gadsden (2 mai 1863), et Blount's Plantation (2 mai 1863). Finalement, le 3 mai 1863, Forrest encercle les hommes épuisés de Streight à 4,8 kilomètres (3 miles) à l'est de Cedar Bluff, Alabama, et les oblige à se rendre. Ils sont envoyés à la prison de Libby (en) à Richmond, Virginia. Streight et quelques-uns de ses hommes s'échappent le 9 février 1864.
La bataille mène aussi indirectement à la mort du lieutenant confédéré A. Wills Gould, un officier d'artillerie dont les compétences portent à question et qui a laissé des canons en arrière qui sont récupérés par les forces de l'Union. Gould est alors furieux de la décision de Forrest de le transférer à un autre commandement et fait un duel impromptu avec lui le 14 juin 1863, au cours duquel Gould est tué.

## Ordre de bataille de l'Union
Les régiments suivant ont participé au raid de Streight :
- 80th Illinois Infantry (en)
- 51st Indiana Infantry (en)
- 73rd Indiana Infantry (en)
- 3rd Ohio Infantry (en)
- 1st Middle Tennessee Cavalry (2 compagnies)